# Tweede Kamerverkiezingen 2010/Kandidatenlijst/Partij voor Mens en Spirit
De kandidatenlijst voor de Tweede Kamerverkiezingen van 9 juni 2010 van de Partij voor Mens en Spirit (MenS) werd op een algemene vergadering op 11 april 2010 vastgesteld.

## De lijst
- schuin: voorkeurdrempel overschreden

1. Lea Manders - 19.780 stemmen
2. Hans van Steenbergen  - 602
3. Anna van der Heijden - 654
4. Fleur Been - 529
5. Rob Greuter - 128
6. Peter Hendriksen - 208
7. Willy Cornelis - 73
8. Peter den Boer - 82
9. Arend Zeevat - 196
10. Andries Wijma - 84
11. Rob Brockhus - 48
12. Anneke Singor, e.v. Bleeker - 193
13. Trix Kruger - 120
14. Ton van Beers  - 57
15. Balder Claassen - 75
16. Meike van Hoek - 59
17. Sipke Schoorstra - 63
18. Henk Bosveld - 58
19. Mariska van Dekken - 104
20. Martijn Steinz - 29
21. Edvard Meijer - 36
22. Edwin Heus - 67
23. Christel Vermeeren-van den Adel - 148
24. Richard Hereijgers - 106
25. Vera Koenen - 71
26. Ron Houweling - 78
27. Mahmoud Ibrahim - 67
28. Daniel Luysterburg - 30
29. Edwin de Niet - 63
30. Rieky Peeters - 61
31. Sebastiaan Rink - 34
32. Martijn Holtslag - 33
33. Roelof Timmer - 46
34. Lou Theunissen (Hamburger) - 30
35. Ron Scheerder - 45
36. Micha Kuiper - 33
37. Rascha Wisse - 70
38. Ingmar Deenen - 28
39. Jan Storms - 77
40. Hans Stolp - 1.931

2010 · 2012 ·
2017 (met andere partijen)
CDA · PvdA · SP · VVD · PVV · GroenLinks · ChristenUnie · D66 · PvdD · SGP · Nieuw Nederland · TON · MenS · Heel Nederland · Partij één · Lijst 17 · Piratenpartij · Lijst 19 (EPN)